# دائرة طانطان
دائرة طانطان هي إحدى دوائر إقليم طانطان، التابع لجهة كلميم واد نون، المملكة المغربية. تضم الدائرة 5 جماعات قروية، وبلغ عدد سكانها 2976 فرداً سنة 2004 حسب الإحصاء الرسمي للسكان والسكنى. يتبع للدائرة 14 مشيخة و51 دوار.

## التقسيمات الإداريّة
تعتبر دائرة طانطان إحدى الدوائر المشكّلة لإقليم طانطان، وهو التقسيم الإداري من المستوى الرابع المعتمد في المغرب. ينقسم إقليم طانطان إلى 5 جماعات قروية تختلف من حيث السكان والمساحة، والتي بدورها تنقسم إلى مشيخات تضم عدداً من الدواوير.